# Fannia tunisiae
Fannia tunisiae är en tvåvingeart som beskrevs av Chillcott 1961. Fannia tunisiae ingår i släktet Fannia och familjen takdansflugor. Inga underarter finns listade i Catalogue of Life.